# J. J. Abrams
Jeffrey Jacob Abrams (Nova Iorque, 27 de junho de 1966) é um escritor, diretor e produtor de cinema e televisão dos Estados Unidos. Escreveu e produziu vários filmes antes de co-criar a série de televisão Felicity. Ele também criou as série Alias, Lost, Fringe, Undercovers e Alcatraz e dirigiu os filmes Mission: Impossible III, Star Trek, Super 8, Star Trek Into Darkness, Star Wars: The Force Awakens e Star Wars: The Rise of Skywalker

## Carreira
O primeiro trabalho de Abrams na indústria do cinema foi aos seus 16 anos, quando ele escreveu músicas para o filme Nightbeast. Durante seu último ano ele se juntou a Jill Mazursky para escrever um tratamento. Comprado pela Touchstone Pictures, o tratamento se tornou a base do filme Taking Care of Business, estrelado por James Belushi. Em seguida ele veio com os filmes Regarding Henry, com Harrison Ford, e Forever Young, com Mel Gibson.
Abrams colaborou com o produtor Jerry Bruckheimer e o diretor Michael Bay em 1998 no filme Armageddon. No mesmo ano ele se aventurou na televisão e criou a série Felicity, servindo como co-criador (junto com Matt Reeves) e produtor executivo. Com sua companhia de produção, a Bad Robot Productions, ele criou e serviu como produtor executivo da série Alias e também é o co-criador (junto com Damon Lindelof) e produtor executivo da série Lost. Abrams escreveu e dirigiu o episódio piloto de Lost, um trabalho que o fez vencer o Emmy Award de Melhor Direção em Série Dramática. Ele continuou a ser o produtor da série até o final de sua primeira temporada. Ele mais tarde escreveu o primeiro episódio da terceira temporada, "A Tale of Two Cities". Ele também foi o produtor executivo das séries What about Brian e Six Degrees. Em 2006 ele co-criou (junto com Roberto Orci e Alex Kurtzman) a série Fringe.
Abrams com escreveu e produziu o filme Joy Ride em 2001, e também escreveu um roteiro não produzido para um quinto filme de Superman em 2002. Ele fez sua estréia como diretor de cinema em 2006, com o filme Mission: Impossible III. Em 2009 Abrams dirigiu o reinício da franquia Star Trek, com o altamente aclamado filme Star Trek.
Abrams compôs os temas de abertura para as séries Alias, Lost e Fringe, e co-escreveu as duas músicas temas de Felicity. Ele assinou contratos com a Warner Bros. para produzir mais séries de televisão e com a Paramount Pictures para produzir mais filme em valores de por volta US$ 50 milhões.
Em 2010 Abrams criou a série Undercovers, entretanto ela foi cancelada pela NBC antes do final de sua primeira temporada. Abrams escreveu e dirigiu o filme Super 8, co-produzindo-o com Steven Spielberg; lançado em junho de 2011.
Recentemente, Abrams indicado pessoalmente por Steven Spielberg e consequentemente escolhido para dirigir Star Wars Episódio VII, o primeiro filme da nova fase da franquia recém adquirida pela Disney. Sua sequência, Star Wars: The Last Jedi, dirigida pelo diretor Rian Johnson, apesar de bem avaliada pela crítica, não obteve a aprovação de parte dos fãs e J.J. Abrams foi chamado para finalizar a saga, na direção de Star Wars: The Rise of Skywalker. Entretanto, o último filme da nova trilogia Star Wars não foi tão bem recebido pela crítica e por uma parte dos fãs quanto Star Wars: Episode VII - The Force Awakens.  

## Filmografia

### Cinema
| Ano  | Titulo                               | Notas                              |
| ---- | ------------------------------------ | ---------------------------------- |
| 1990 | Taking Care of Business              | Roteirista                         |
| 1991 | Regarding Henry                      | Roteirista / Co-produtor           |
| 1992 | Forever Young                        | Roteirista / Produtor Executivo    |
| 1996 | The Pallbearer                       | Produtor                           |
| 1997 | Gone Fishin                          | Co-roteirista                      |
| 1998 | Armageddon                           | Roteirista                         |
| 1999 | The Suburbans                        | Produtor                           |
| 2001 | Joy Ride                             | Roteirista / Produtor              |
| 2006 | Mission: Impossible III              | Diretor / Co-roteirista            |
| 2008 | Cloverfield                          | Produtor / Escritor de história    |
| 2009 | Star Trek                            | Diretor / Produtor                 |
| 2010 | Morning Glory                        | Produtor                           |
| 2011 | Super 8                              | Diretor / Roteirista / Produtor    |
| 2011 | Mission: Impossible – Ghost Protocol | Produtor                           |
| 2013 | Wunderkind                           | Produtor                           |
| 2013 | Star Trek Into Darkness              | Diretor / Produtor                 |
| 2015 | Mission: Impossible – Rogue Nation   | Produtor                           |
| 2015 | Star Wars Episódio VII               | Diretor / Co-roteirista / Produtor |
| 2016 | 10 Cloverfield Lane                  | Produtor / Escritor de história    |
| 2016 | Star Trek Beyond                     | Produtor / Escritor de história    |
| 2017 | Star Wars: Os Últimos Jedi           | Produtor Executivo                 |
| 2018 | The Cloverfield Paradox              | Produtor                           |
| 2018 | Operação Overlord                    | Produtor                           |
| 2018 | Mission: Impossible – Fallout        | Produtor                           |
| 2019 | Star Wars Episódio: IX               | Diretor / Co-roteirista / Produtor |

### Televisão
| Ano       | Titulo             | Notas                                                  |
| --------- | ------------------ | ------------------------------------------------------ |
| 1998-2002 | Felicity           | Co-criador / Diretor / Roteirista / Produtor Executivo |
| 2001-2006 | Alias              | Criador / Diretor / Roteirista / Produtor Executivo    |
| 2004-2010 | Lost               | Co-criador / Diretor / Roteirista / Produtor Executivo |
| 2005-2013 | The Office         | Diretor Convidado                                      |
| 2006-2007 | What about Brian   | Produtor Executivo                                     |
| 2006-2007 | Six Degrees        | Produtor Executivo                                     |
| 2008-2013 | Fringe             | Co-criador / Roteirista / Produtor Executivo           |
| 2009      | Anatomy of Hope    | Diretor / Produtor Executivo                           |
| 2010-2011 | Undercovers        | Co-criador / Diretor / Roteirista / Produtor Executivo |
| 2011-2012 | Alcatraz           | Produtor Executivo                                     |
| 2011-2016 | Person of Interest | Produtor Executivo                                     |
| 2012-2014 | Revolution         | Produtor Executivo                                     |
| 2013-2014 | Almost Human       | Produtor Executivo                                     |
| 2014      | Believe            | Produtor Executivo                                     |
| 2016      | 11.22.63           | Produtor Executivo                                     |
| 2016      | Roadies            | Produtor Executivo                                     |
| 2016-     | Westworld          | Produtor Executivo                                     |
| 2018-     | Castle Rock        | Produtor Executivo                                     |

## Prêmios
- 2005 Emmy Award - Série de drama (Lost)
- 2005 Emmy Award - Melhor Diretor de séries de drama (Lost)
- 2006 Golden Globe Award - Melhor série de televisão - Drama (Lost)
- 2007 Golden Globe Award Nominação, Melhor série de televisão — Drama (Lost)